# Горлов, Артём Александрович
Артём Александрович Горлов - российский тяжелоатлет, тренировался в Энеме (Респ.Адыгея). Является победителем и призёром многих юношеских и взрослых соревнований и кубков по тяжёлой атлетике.